# Dioma International Exim
Dioma International Exim este o companie de construcții din România lansată în anul 2005.
Cifra de afaceri:
- 2009: 148 milioane lei[1]
- 2006: 10 milioane lei[1]

Profit net:
- 2009: 5,8 milioane lei[1]
- 2006: 0,1 milioane lei[1]